# Jimmy Dell
Jimmy Dell (* 6. März 1937 in New Lothrop, Michigan als Oscar James Delbridge) ist ein US-amerikanischer Country-, Rockabilly- und Gospel-Musiker.

## Leben

### Kindheit und Jugend
Geboren in Michigan, zogen Dell und seine Familie kurz nach seiner Geburt nach Coolidge. Dort ging er gemeinsam mit Duane Eddy in eine Klasse und die beiden wurden schnell Freunde. Da auch beide Gitarre spielten, begannen sie, zusammen zu üben. Dell erinnert sich: „I played guitar, too, and we got together and practised. He [Eddy] suggested that I take up the piano, and from then we started a group.“

### Karriere
Dell und Eddy gründeten ihre Band The Playboys, die außerdem Al Casey, Buddy Long und Duff Player einschloss.
Dell und Eddy spielten dem Disc Jockey Lee Hazlewood vor, der ihnen eine Show auf dem Sender KCKY verschaffte. Im Sommer 1955, in einem kleinen Hintertür-Studio in Phoenix, spielten Dell und Eddy nachts nach einem Auftritt die Country-Titel Soda Fountain Girl und I Want Some Lovin’ Baby ein, die Hazlewood bei dem kleinen EB X Preston-Label veröffentlichte. Zusammen mit Buddy Long und seiner Band wurde Dell von Ray Odom für seinen KRUX Arizona Hayride engagiert. 1957 bekam Dell einen Plattenvertrag bei Rev Records, wo er seine erste Solo-Single Teenie Weenie einspielte. Der Titel zog die Aufmerksamkeit RCA Victors auf sich und nahm Dell infolgedessen unter Vertrag. Die Platte wurde erneut veröffentlicht. Für RCA nahm er weitere zwei Singles auf; in Nashville und Phoenix. Zudem unternahm er Tourneen mit Paul Anka, Sam Cooke und den Everly Brothers.
Seine Singles schafften es jedoch alle nicht in die Charts und so wurde sein Vertrag von RCA gekündigt. Es folgte eine letzte Single bei Phillips. Ab 1964 widmete Dell sich der Gospel-Musik. Er wurde hauptberuflich Prediger in der „Church of Nazarene“, einer Kirchengemeinde in Phoenix. 2006 erschien Dells Autobiographie God’s Grace.

## Diskographie
| Jahr | Titel                                                                | Plattenfirma         |
| ---- | -------------------------------------------------------------------- | -------------------- |
| 1955 | Soda Fountain Girl / I Want Some Lovin’ Baby                         | EB X Preston Records |
| 1957 | Teenie Weenie / She Won’t Pet                                        | Rev Records          |
| 1958 | Teenie Weenie / She Won’t Pet                                        | RCA Records          |
| 1958 | Cool It, Baby / The Message                                          | RCA Records          |
| 1958 | I’ve Got a Dollar / Rainbow Doll                                     | RCA Records          |
|      | - Chicken Hawk - Left Right Here - Me and My Big Mouth - Oh, Oh Baby | nicht veröffentlicht |

## Werke
- Gregory L. Robinson & Jimmy Dell: God’s Grace Noah’s Dove Publishing LLC, Indianapolis 2006 ISBN 9780978546700